# Enrique Recio y Gil
Enrique Recio y Gil (c. 1855-post. 1910) fue un pintor español.

## Biografía

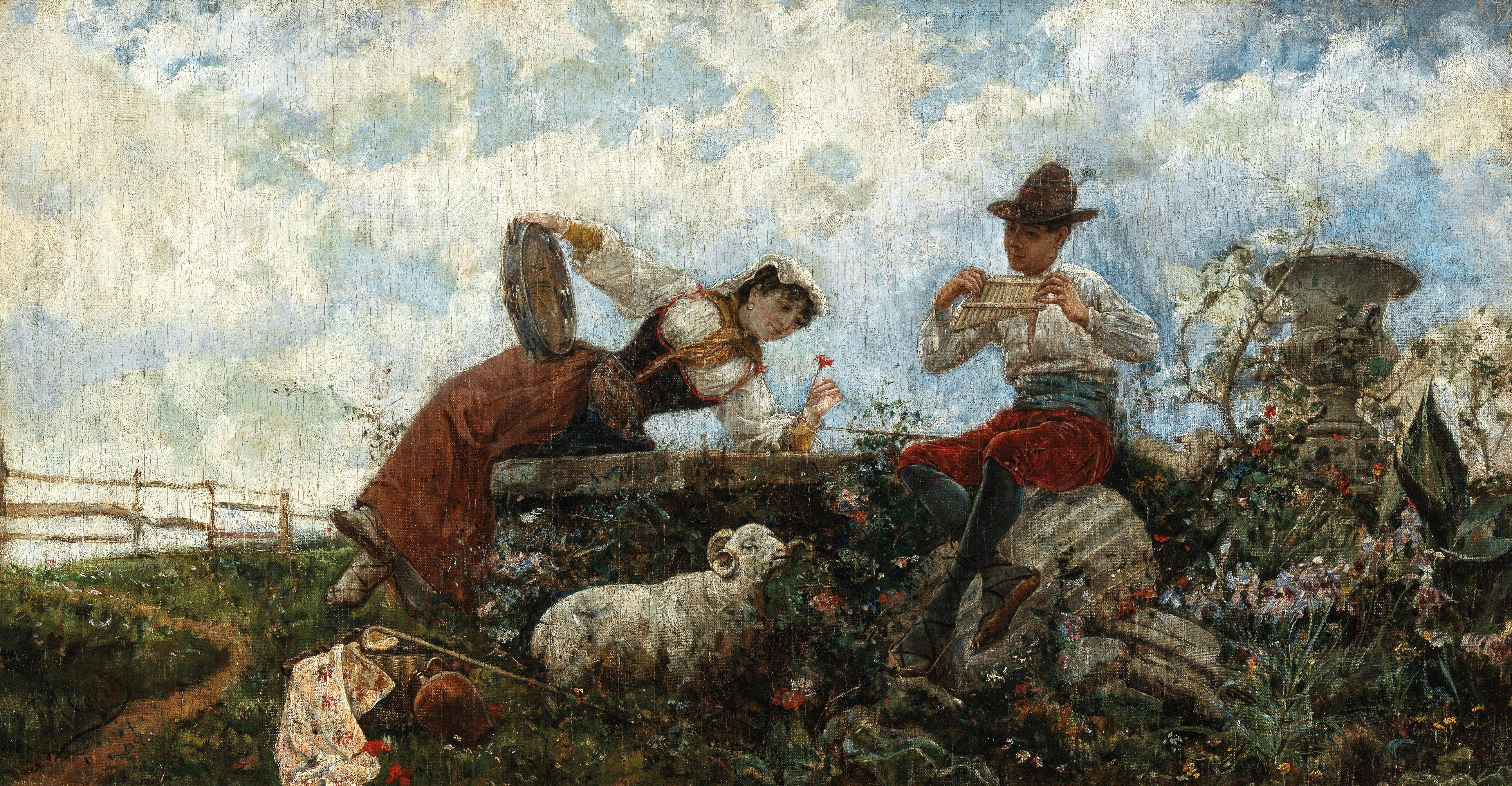
Enrique Recio y Gil: Idilio pastoral

Habría nacido hacia 1855. Pintor natural de Madrid, fue discípulo de Francisco Jover, Manuel Ojeda y de la Escuela especial. Fue pensionado por oposición por la Diputación de Madrid. En la Exposición Nacional de 1881 presentó D. Quijote en casa de los Duques. Fueron también de su mano una copia de una batalla de Fortuny, y las acuarelas Un moro, ¡Aaay!... Zulima y El misterio de una carta, que remitió en 1881 y 1883 a las Exposiciones abiertas por el dorador Hernández en Madrid. Habría vivido al menos hasta 1910.